# Mazda
För andra betydelser, se Mazda (olika betydelser).
Mazda (マツダ, japanskt uttal "matsuda") är en japansk biltillverkare, baserad i Hiroshima. Företaget tillverkar både bruksbilar och mer exklusiva sportbilar.

## Historia

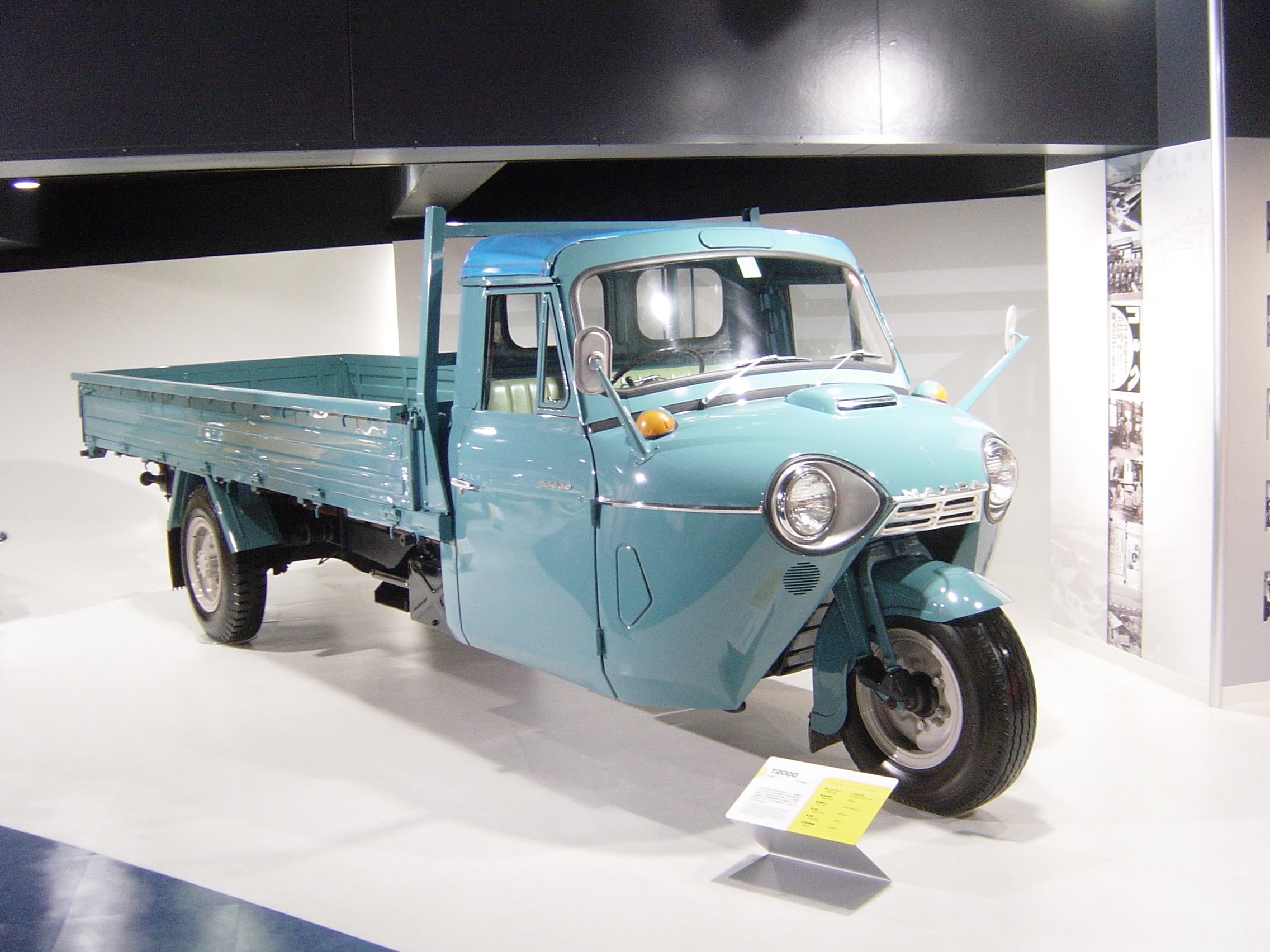
Modell ur den tidiga fordonsproduktionen.

Mazda grundades 1920 som Toyo Cork Kogyo Co av Jujiro Matsuda. Till en början tillverkades korkprodukter men sedan började företaget tillverka olika maskindelar men gick senare över till olika mindre fordon. Namnet Mazda är även förknippat med zoroastrismens himmelsgud Ahura Mazda.
1960-talet var ett avgörande decennium då Mazda började tillverka de första fyrhjulsdrivna bilarna och därmed lade grunden till dagens Mazda. Mazda R360 var den första modellen och lanserades 1960. 1962 följdes denna modell upp med lanseringen av Mazda Carol. I slutet av 1960-talet följde man Toyotas exempel och gick in på den viktiga nordamerikanska marknaden – från 1968 i Kanada, från 1970 i USA.

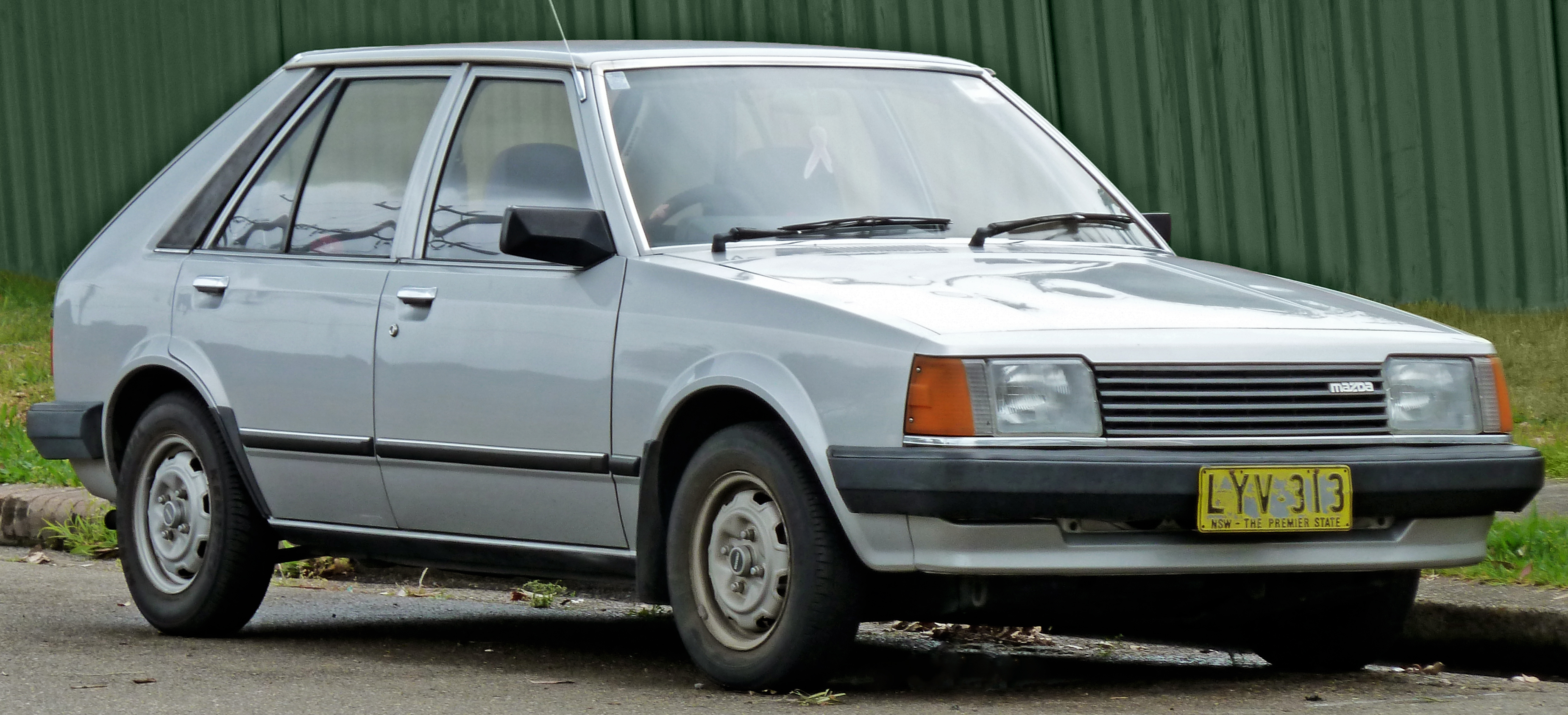
Mazda 323

Under 1970-talet började Mazda på allvar komma in på den europeiska marknaden. I slutet av 1970-talet drabbades Mazda av en ekonomisk kris vilket banade vägen för Ford som gick in i bolaget 1979. 
Mazda fick fortsatta framgångar med Mazda 323 och Mazda 626 under 1980-talet. Tillsammans med Toyota, Nissan och Honda blev man en av de ledande japanska tillverkarna. 
Mazda Miata blev en stor framgång för Mazda. Den anklagades ofta för att vara ett plagiat av engelska sportbilar men andra menar att den snarare skapade liv i ett insomnat sportbilssegment. Miata är till dags dato världens mest sålda öppna tvåsitsiga sportbil och har sålts i mer än 900.000 exemplar. Detta gör Mazda till världens största sportvagnstillverkare.[källa behövs]

### 1990-talet
Mazda hade framgångar med Miata-modellen men hade problem med delar av sitt övriga modellprogram. Man hade svårt att få lönsamhet, till stor del orsakat av en hög yen-kurs. Man hade också en kostsamt stor mängd olika modeller på programmet. Man fick inte heller någon framgång med sitt lyxbilsmärke Xedos, som lanserades mitt i lågkonjunkturen i början på 90-talet.

### Mazda som en del av Ford
Amerikanska Ford Motor Company köpte cirka 7 % av Mazdas aktier 1979 och ägde senare cirka 33 % av Mazdas aktier från 1996 till november 2008 då Ford på grund av ekonomiska svårigheter tvingades minska sitt ägande till cirka 13 %. I november 2010 minskade Ford sitt ägande ytterligare till cirka 2 %. År 2015 sålde Ford sina aktier i Mazda helt. Majoriteten av aktierna återköptes av Mazda själva som ekonomiskt står starkt efter de senaste årens stora framgångar.
Mazda delar många komponenter med andra fordon inom Fordkoncernen, bland annat med koncernsystrarna Ford Focus och Volvo S40 som bygger på samma bottenplatta som Mazda3. Mazda har även tagit fram bilar som blivit Ford-modeller, till exempel Ford Probe som byggdes i Mazdas fabrik i Flat Rock Michigan, samt senaste generationen av Mazda2 som utgör grund för Ford Fiesta.

### 2000-talet
Mazda hade under de första åren på 2000-talet problem med vikande försäljningssiffror och har gjort olika åtgärder. Man har bland annat lanserat ett helt nytt modellprogram och ersatt klassiska modellnamn som 121, 323, 626 och 929 med Mazda2, Mazda3 och Mazda6. Med de nya modellerna har man nått ny framgång, och under andra halvan av 00-talet har försäljningssiffrorna och vinsterna åter stigit. De nya modellerna har också rönt framgångar i form av utmärkelser – bland annat utnämndes nya Mazda2 2008 till World Car of the Year.

## Mazda i Sverige
Mazda lanserade sin första modell för den svenska marknaden år 1972.

## Wankeltekniken

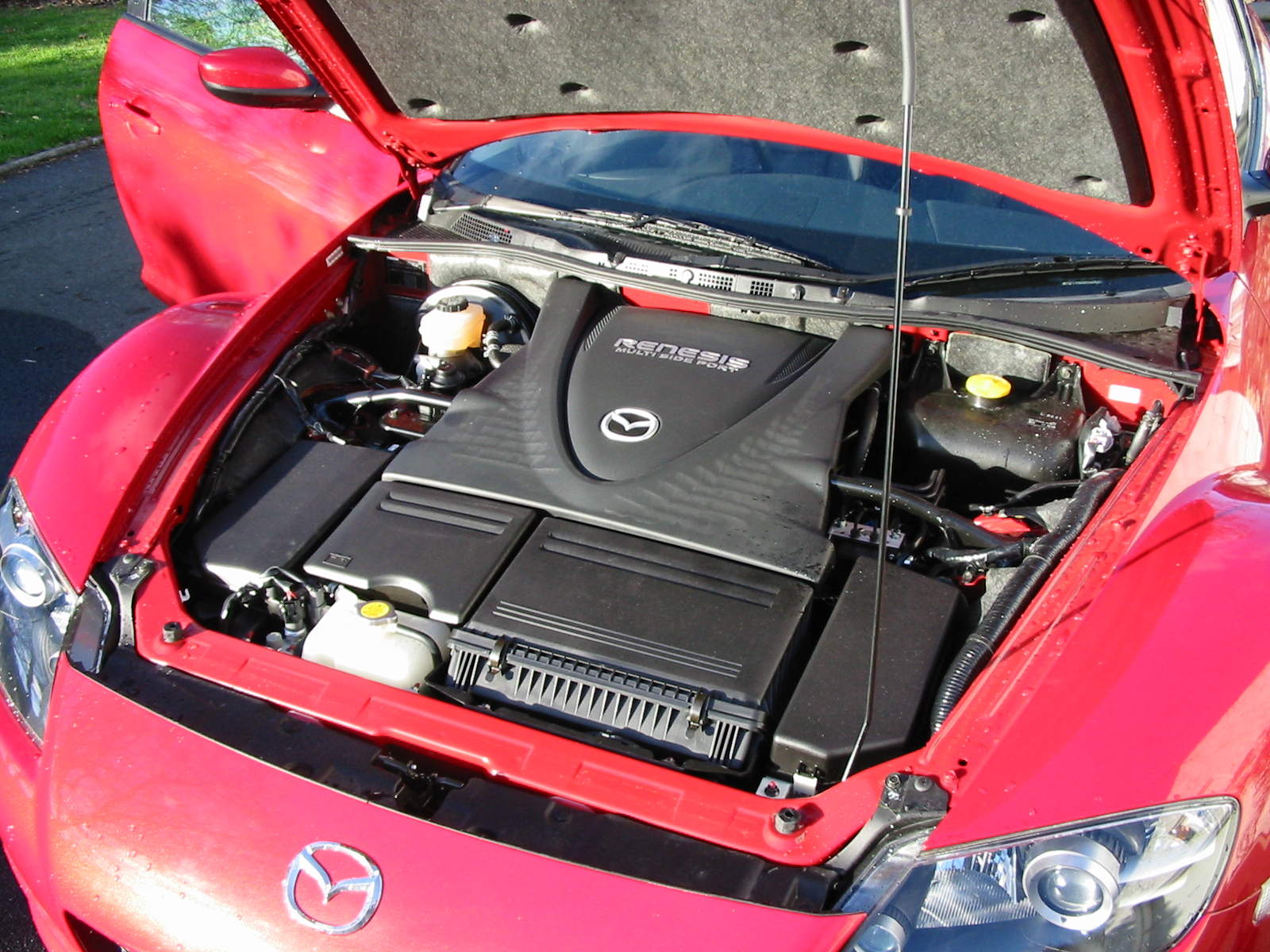
Mazda RX-8 med Mazdas senaste wankelkreation.

Mazda är ivriga wankel-anhängare och är idag det enda bilföretaget som fortfarande har wankeltekniken i produktion. Det var under 1960-talet som Mazda började med wankelmotorer i sina sportbilar vilket man än idag har. Man var först i världen att lansera en tvåskivig Wankelmotor i Mazda Cosmo Sport 1967. Mazdas RX-modeller har alltid varit utrustad med wankelmotorer och trots initiala tekniska problem har Mazda fortsatt att förfina och förbättra när andra biltillverkare övergett tekniken. Mazda har lyckats väl med flera framgångsrika modeller och inte minst inom bilracing, där man bl.a. vann klassiska 24-timmars loppet Le Mans 1991, som hittills enda japanska tillverkare.
I den senaste Mazda RX-8 är wankel ett återkommande tema med detaljer över hela bilen i den karaktäristiska wankel-formen. Wankelmotorn RENESIS i Mazda Rx-8 utnämndes till totalsegrare i tävlingen International Engine of the Year Awards 2003 när bilen lanserades.

## Bilmodeller

### Aktuella modeller

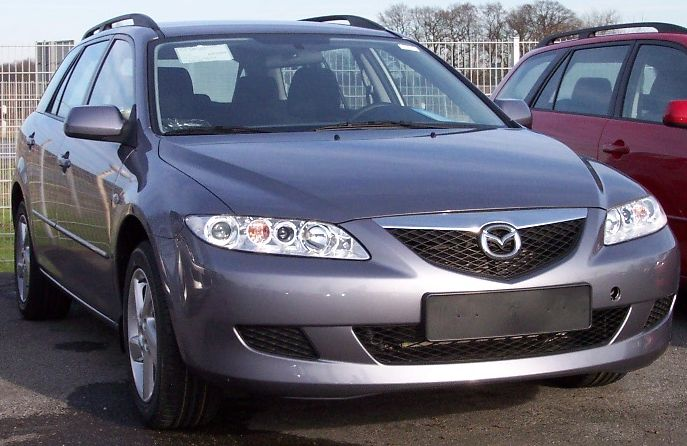
Mazda 6 kombi

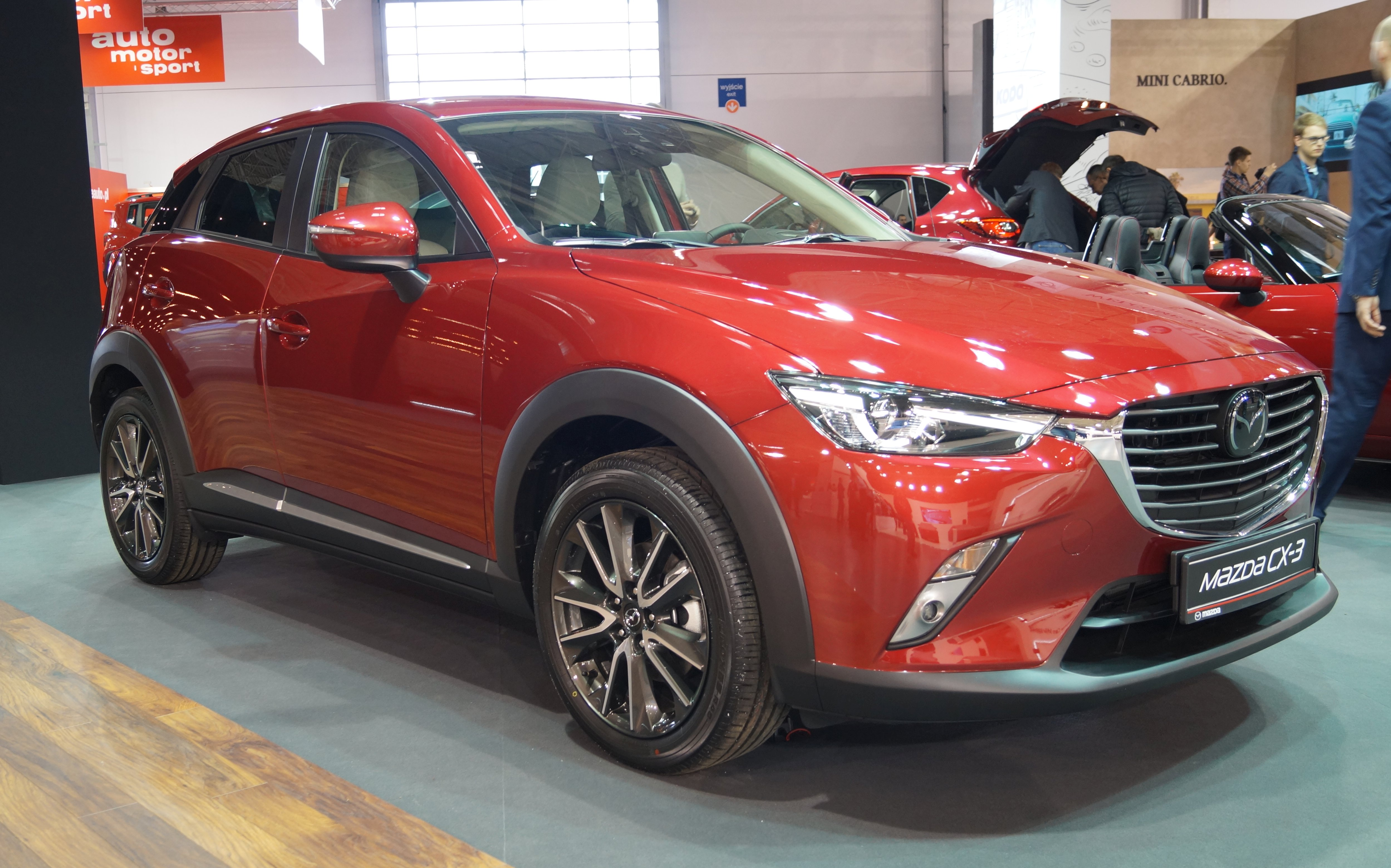
Mazda CX-3

- Mazda2
- Mazda3
- Mazda5
- Mazda6
- Mazda Bongo
- Mazda BT-50
- Mazda CX-3
- Mazda CX-4
- Mazda CX-5
- Mazda MX-5
- Mazda CX-7
- Mazda CX-30
- Mazda MX-30

### Historiska modeller
- Mazda 121
- Mazda 323
- Mazda 323F
- Mazda 616
- Mazda 626
- Mazda 818
- Mazda 929
- Mazda Carol
- Mazda Cosmo
- Mazda MPV
- Mazda MX-3
- Mazda MX-6
- Mazda R320
- Mazda R360
- Mazda RX-2
- Mazda RX-3
- Mazda RX-4
- Mazda RX-5
- Mazda RX-7
- Mazda RX-8
- Mazda Premacy
- Mazda Roadpacer
- Mazda Rustler

## Mazda inom bilsporten

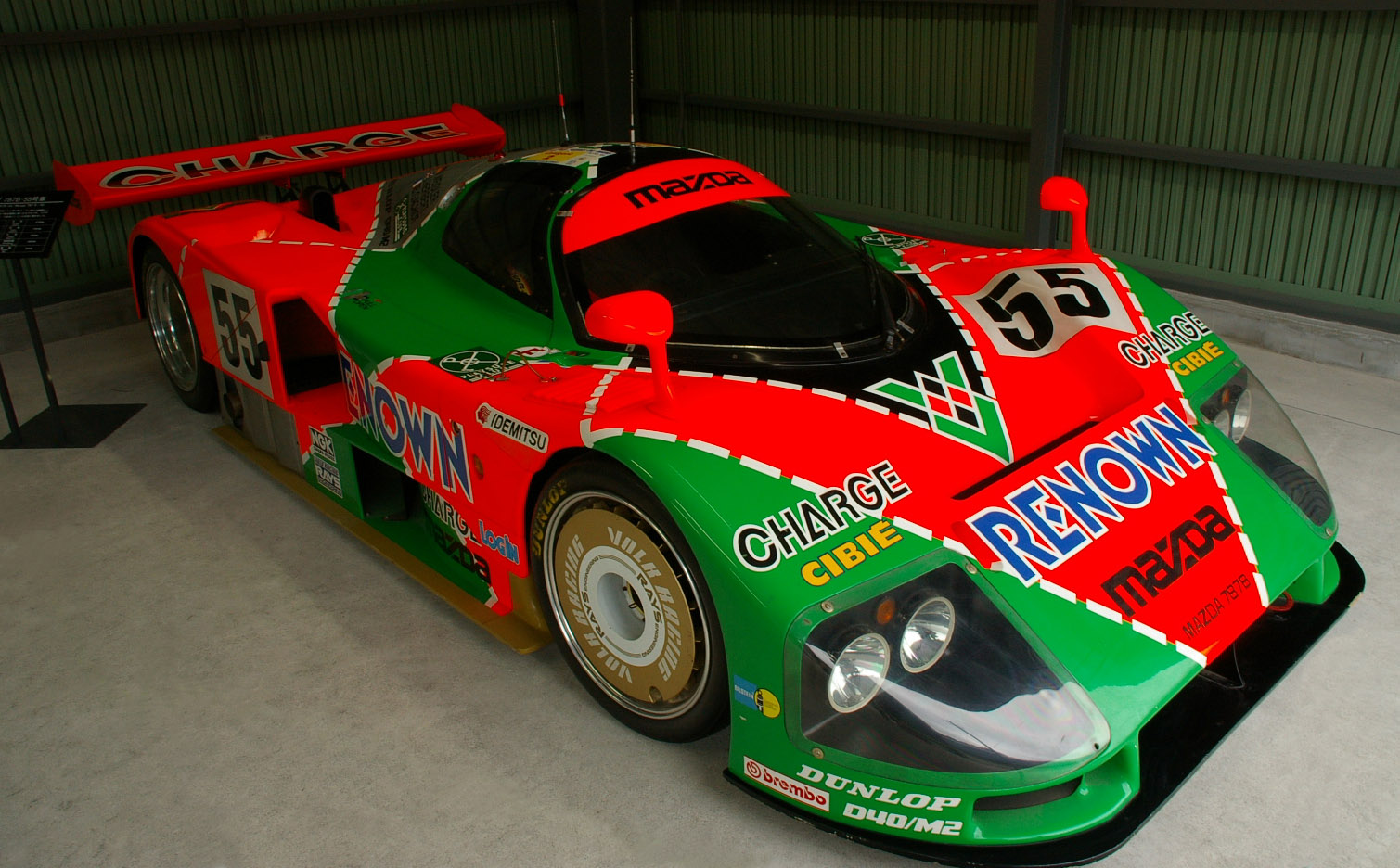
Mazda 787 som vann Le Mans 1991

Mazda vann som hittills enda japanska bilmärke Le Mans 1991. Året efter förbjöds Wankel-tekniken i Le Mans.
Formula Atlantic Mazda Racing Klass
Star Mazda Championship Racing klass